# トゲウオ目
トゲウオ目（学名：Gasterosteiformes）は、硬骨魚類の分類群の一つ。2亜目11科71属で構成され、イトヨなど278種が所属する。タツノオトシゴやヘコアユなど、一般的な魚類とはかけ離れた、独特な体型をもつ種類が多く含まれる。

## 概要
トゲウオ目の魚類は多くが海水魚であるが、淡水産種が21種、汽水域に進出する仲間も42種含まれている。本目魚類の8割以上はヨウジウオ科に属し、熱帯から温帯域にかけての浅い海を中心に分布する一方、クダヤガラ科など北極海周辺の寒冷な海に住む仲間もいる。トゲウオ科の魚は主に北半球の淡水域に生息し、イトヨなど河川と海洋を往復する回遊性の魚類も知られている。体長20cm未満の小型種が多く、食用として漁獲対象になることはほとんどない。魚らしからぬ特異な形態や多様な色彩により、観賞魚として人気のある種類が多い。
本目の仲間は一般に口が小さく、ヨウジウオ亜目ではほとんど筒状に突き出した長い吻の先端に位置している。明瞭な鱗をもたない種類が多く、体はしばしば厚い骨板に覆われる。この骨板は鱗が変形したものとみられ、鱗板あるいは甲板とも呼ばれる。トゲウオ亜目とヨウジウオ亜目では形態の差異が大きく、それぞれ別の目として扱われることもある。両者に共通する骨格上の特徴として、眼窩蝶形骨・基蝶形骨を欠くこと、後擬鎖骨が退化傾向にあることが挙げられる。
トゲウオ目の魚類は、その繁殖行動に際立った特徴をもつ。ほとんどの種類では雄による子育ての習性が発達しており、腎臓で産生される特殊な分泌物を用いて巣作りを行うもの、タツノオトシゴやヨウジウオのように育児嚢を有し、雄が仔魚を「産出」するものまでさまざまな繁殖形態が知られる。
上記のような多様な繁殖様式は、動物行動学や生理学分野の研究対象として古くから注目を集めてきた。オランダの動物行動学者であるニコ・ティンバーゲンは、トゲウオ科に属するイトヨ（Gasterosteus aculeatus）の本能行動を詳細に解き明かした業績が評価され、1973年のノーベル生理学・医学賞を受賞している。

## 分類
トゲウオ目はトゲウオ亜目とヨウジウオ亜目の2亜目に大きく分けられ、11科71属278種で構成される。かつてヨウジウオ亜目に所属していたインドストムス科は、トゲウオ亜目に移されている。亜目間での形態学および生態学上の違いが大きく、それぞれを別の目として独立させ、ヨウジウオ目（Syngnathiformes）を新たに設置する分類もある。

### トゲウオ亜目
トゲウオ亜目 Gasterosteoidei は4科9属14種で構成される。インドストムス科以外の仲間は、上顎を前に突き出すことができる。雄は腎臓から接着剤のような物質を分泌し、巣作りに利用する。後擬鎖骨を欠き、鼻骨と頭頂骨を有する。椎骨は伸長しない。

#### シワイカナゴ科
シワイカナゴ科 Hypoptychidae は1属1種で、シワイカナゴ Hypoptychus dybowskii のみを含む。オホーツク海から日本・朝鮮半島近海にかけて分布し、最大体長は8.5cm。雌が海藻に産み付けた卵を、雄が保護する習性がある。
体は細長く、鱗や骨板をもたない。鰭には棘条がなく、背鰭と臀鰭は体の後方に位置する。腹鰭と、腹鰭を支える骨格を欠く。雄は前上顎骨に歯をもつが、雌にはない。下尾骨は上部と下部に分かれており、トゲウオ亜目の中では本科と、トゲウオ科イトヨ属のみにみられる特徴となっている。
- シワイカナゴ属 Hypoptychus

#### クダヤガラ科

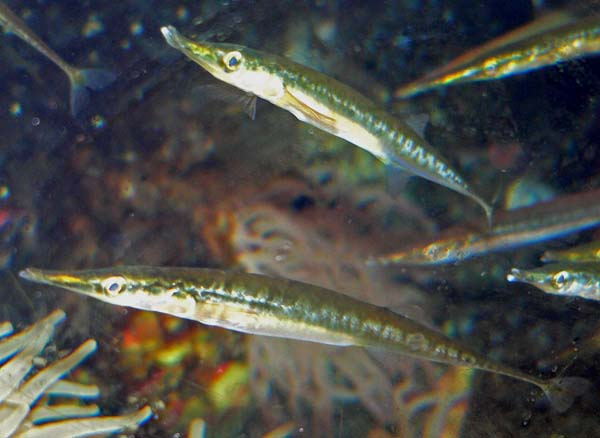
チューブスナウト Aulorhynchus flavidus （クダヤガラ科）。アラスカからカリフォルニアにかけての沿岸域に分布する

クダヤガラ科 Aulorhynchidae は2属2種からなり、いずれも北部太平洋の沿岸域に生息する。日本近海にはクダヤガラ Aulichthys japonicus が分布するが、利用されることはほとんどない。本種はホヤの体内に産卵する習性がある。
体は棒状に細長く、側線に沿って鱗板が配列する。背鰭は24-26本の独立した短い棘条が並ぶ前半部と、約10本の軟条による後半部からなる。腹鰭は1棘4軟条、尾鰭の鰭条は13本。
- クダヤガラ属 Aulichthys
- Aulorhynchus 属

#### トゲウオ科

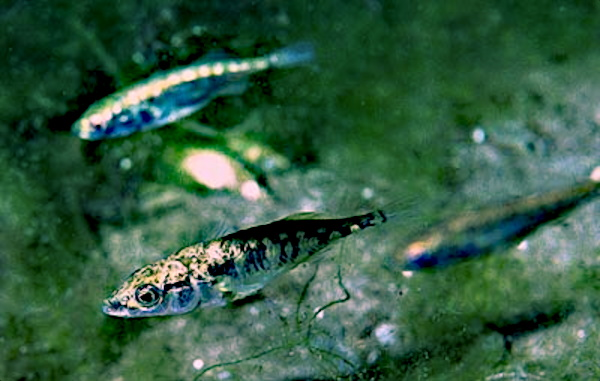
イトヨ Gasterosteus aculeatus （トゲウオ科）。降海回遊をするもの、一生を淡水域で過ごすものなど生態が多様で、複数種が混同されている可能性がある

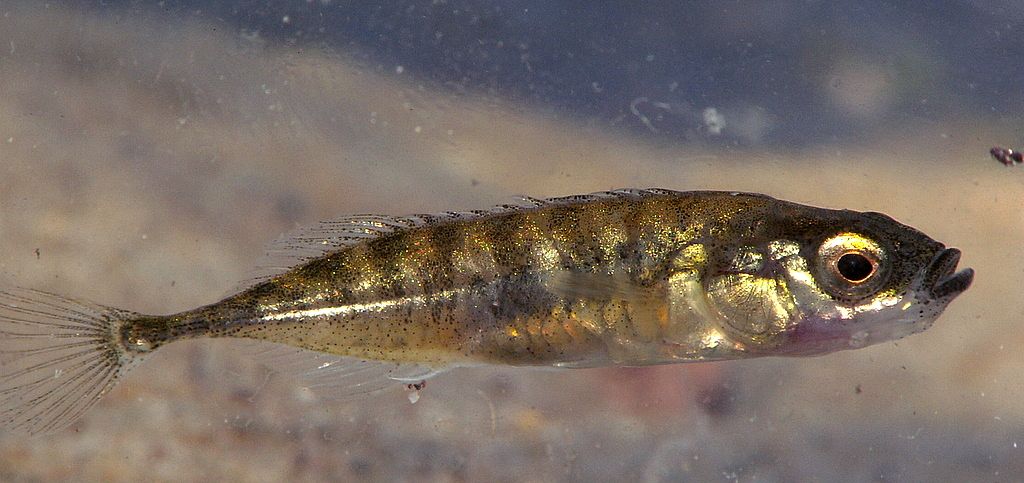
イバラトミヨ Pungitius pungitius （トゲウオ科）。イトヨと同様に、真の単一種か否か検討が必要とされている

トゲウオ科 Gasterosteidae は5属8種を含み、トミヨ・イトヨ・ハリヨなどが所属する。日本を含む北半球に分布し、北極海周辺に生息する種類もある。すべての種が雄による子育てを行う。本科魚類は進化学・遺伝学・動物行動学・生理学などの研究対象として、古くから利用された歴史をもつ。
本科には少なくとも8種が所属するが、イトヨやイバラトミヨはそれぞれ単一の種としては説明し難い多様な生活史をもっており、複数種が混同されている可能性が指摘されている。
体はやや細長く、明瞭な鱗をもたない。一部の種類では側線に沿って鱗板が並ぶ。背鰭の前半部は3-16本の比較的長い棘条が独立して並び、後半部は6-14本の軟条からなる。腹鰭は1棘1-2軟条、尾鰭の鰭条は12本。
- イトヨ属 Gasterosteus
- トミヨ属 Pungitius
- 他3属（Apeltes、Culaea、Spinachia）

#### インドストムス科
インドストムス科 Indostomidae は1属3種からなり、いずれも東南アジアに住む淡水魚である。本科は1929年にミャンマーのインドージ湖（Indawgyi Lake）から初めて記載された、最大3.3cmの小型魚類である。以前はヨウジウオ亜目に所属していたが、詳細な解剖学的解析に基づきトゲウオ亜目に移動された。Indostomus paradoxusが、パラドックスフィッシュの名で観賞魚として流通する。
体は細長く、骨板に覆われる。他のトゲウオ亜目の魚とは異なり、上顎を突き出すことはできない。鰓蓋には5-7本のトゲがある。鰓弁は分葉構造をとり、ヨウジウオ下目の魚類と類似している。背鰭の前半部は5本の独立した棘条からなる。腹鰭は4本の軟条からなり、棘条はもたない。肋骨を欠く。
- インドストムス属 Indostomus

### ヨウジウオ亜目
ヨウジウオ亜目 Syngnathoidei には2下目4上科が設置され、7科62属264種で構成される。トゲウオ亜目とは異なり、上顎を突き出すことはできない。口は小さく、筒状に長く突き出た吻の先端にある（チンヨウジウオ属を除く）。腹鰭は腹部に位置する。肋骨をもたず、前方のいくつかの椎骨が大きく伸長し、長い頭部を支えている。一部の種類の腎臓は糸球体を欠く。
ウミテング上科・ヨウジウオ上科はヨウジウオ下目 Syngnatha に、ヘラヤガラ上科・ヘコアユ上科はヘラヤガラ下目 Aulostomoida にそれぞれまとめられている。ヨウジウオ下目（およびインドストムス科）の仲間はすべて、独特な分葉構造を示す鰓弁をもち、総鰓魚類と総称されることもある。また、ヨウジウオ下目の頭部・体部は板状の、尾部は環状の骨板によって完全に覆われる。鰓孔は小さく円形で、頭の後背側に開口する。口は小さく、歯をもたない。
ヘラヤガラ下目の鰓弁は他の真骨類と同様、細長い櫛状となっている。歯は小さいか、あるいはない。

#### ウミテング上科
ウミテング上科 Pegasoidea は1科2属5種で構成される。かつては独立のウミテング目として分類されたが、現在ではヨウジウオ上科と最も近縁な一群と考えられ、上科としてこの位置に置かれている。

##### ウミテング科

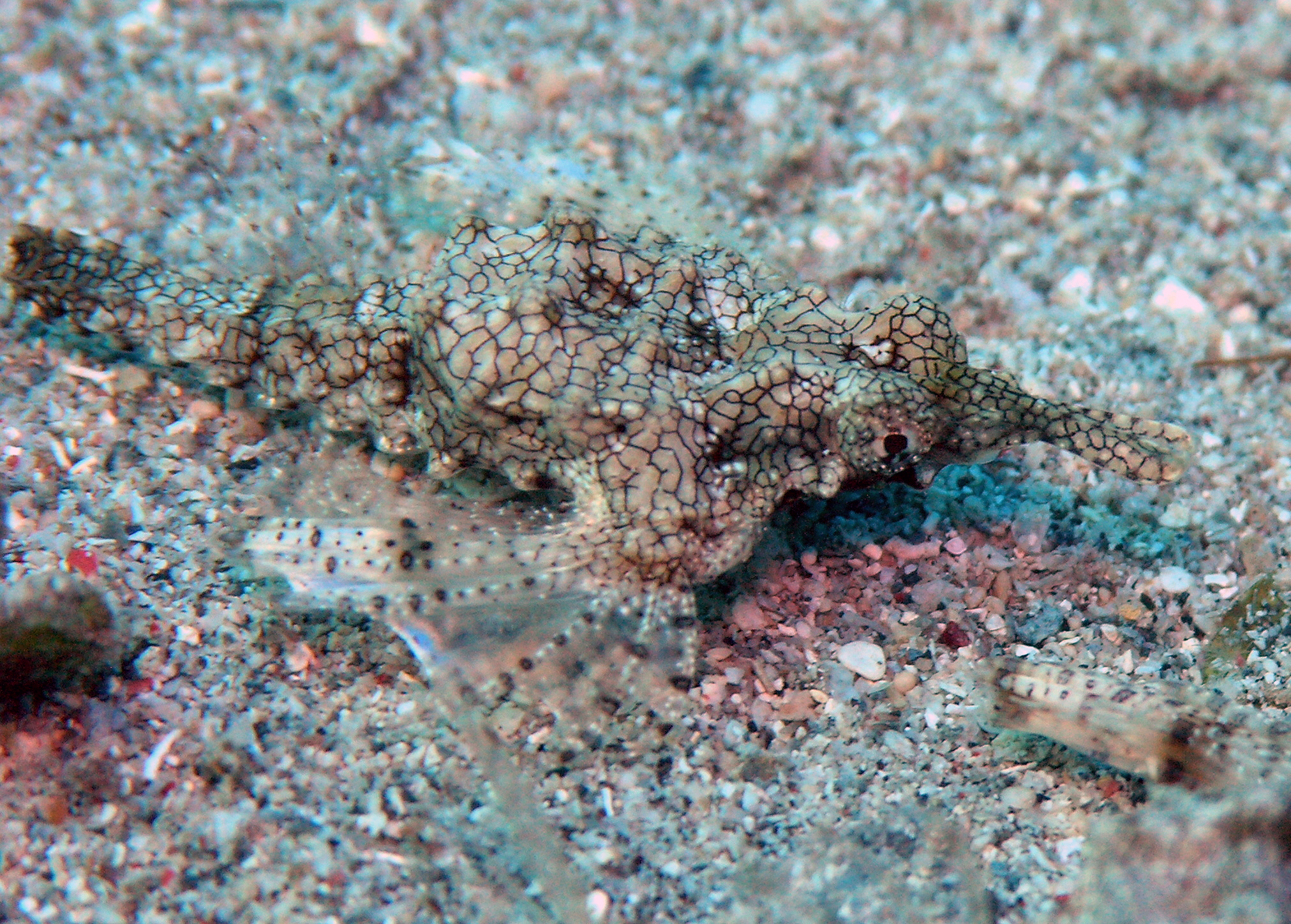
ウミテング Eurypegasus draconis （ウミテング科）。沿岸の砂地に生息し、ペアで観察されることが多い

ウミテング科 Pegasidae は2属5種を含み、インド洋から西部太平洋にかけての熱帯から温帯海域に分布する。沿岸域から水深150mまでの海底に住む底生魚である。
体は縦方向に扁平で、幅の広い独特な体型を特徴とする。口は平たく伸びた吻の下にある。背鰭と臀鰭は短いが、胸鰭は大きく水平に開く。腹鰭は腹部に位置する。浮き袋を欠く。テングノオトシゴ属（3種）の眼は腹側を見ることができない。
- ウミテング属 Eurypegasus
- テングノオトシゴ属 Pegasus

#### ヨウジウオ上科
ヨウジウオ上科 Syngnathoidea は2科53属237種で構成される。側線をもたず、椎骨のうち前方の3つが細長く伸びることが共通する特徴である。

##### カミソリウオ科

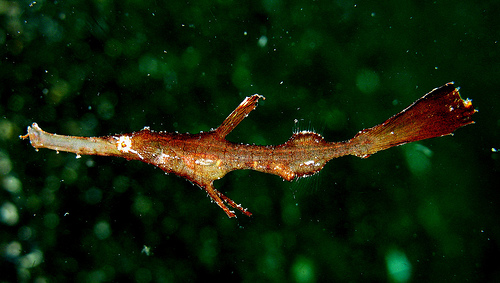
カミソリウオ Solenostomus cyanopterus （カミソリウオ科）。色彩変異に富む種類で、海藻に擬態することもある

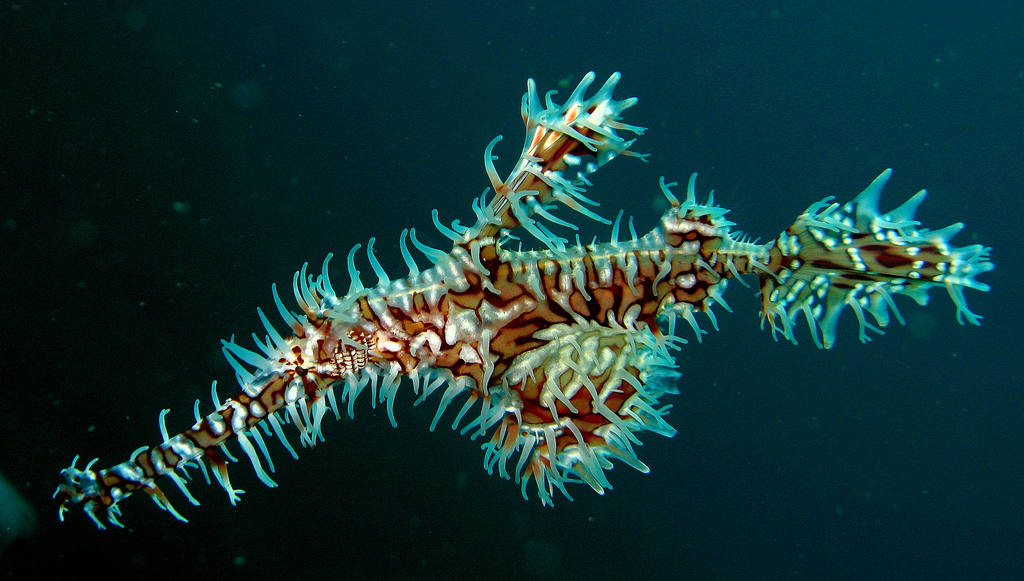
ニシキフウライウオ Solenostomus paradoxus （カミソリウオ科）。体を覆う多数の皮弁と、鮮やかな色彩が特徴

カミソリウオ科 Solenostomidae は1属5種（あるいは4種）からなり、インド洋から西部太平洋にかけての熱帯域に分布する。小型の甲殻類を主な餌とする種類が多い。雌が育児嚢をもち、卵を保護する。
体は短く、左右に平たく側扁し、大きな骨板に覆われる。背鰭は2つに分かれ、前部は5本の脆弱な棘条からなる。第2背鰭は基底部分が隆起し、17-22本の軟条で構成される。腹鰭と尾鰭が大きく、腹鰭は第1背鰭と対在する。鰓孔はやや大きめである。
- カミソリウオ属 Solenostomus

##### ヨウジウオ科

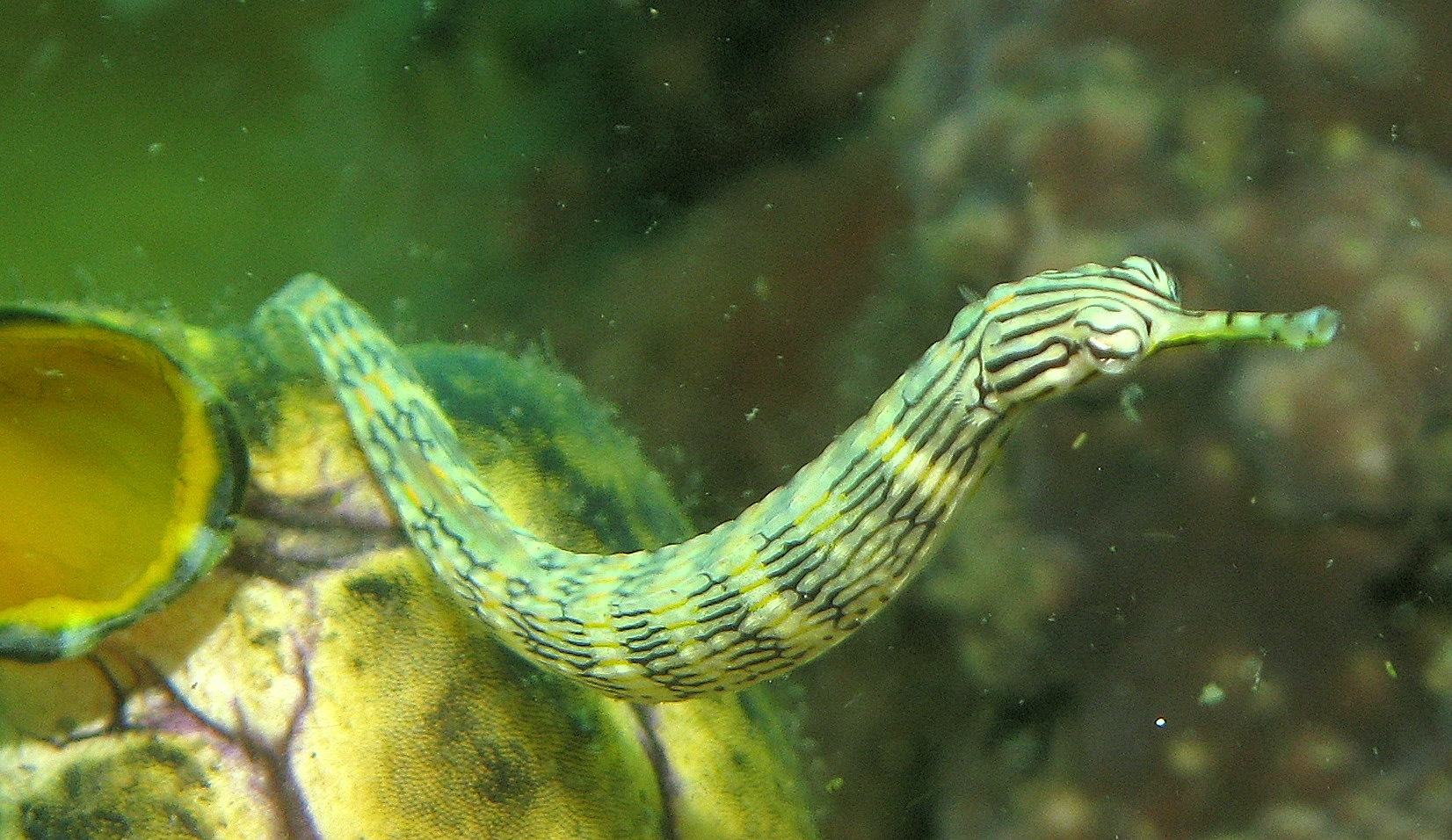
イシヨウジ Corythoichthys haematopterus （ヨウジウオ亜科）。頭をもたげて海底を這うように移動する

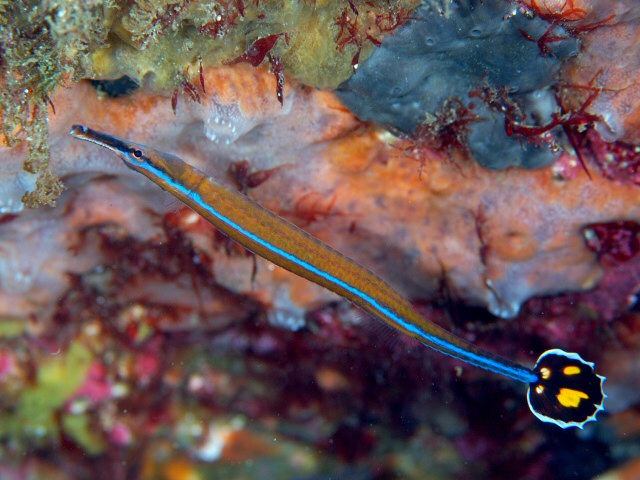
ノコギリヨウジ Doryrhamphus japonicus （ヨウジウオ亜科）。団扇のような円形の尾鰭が特徴

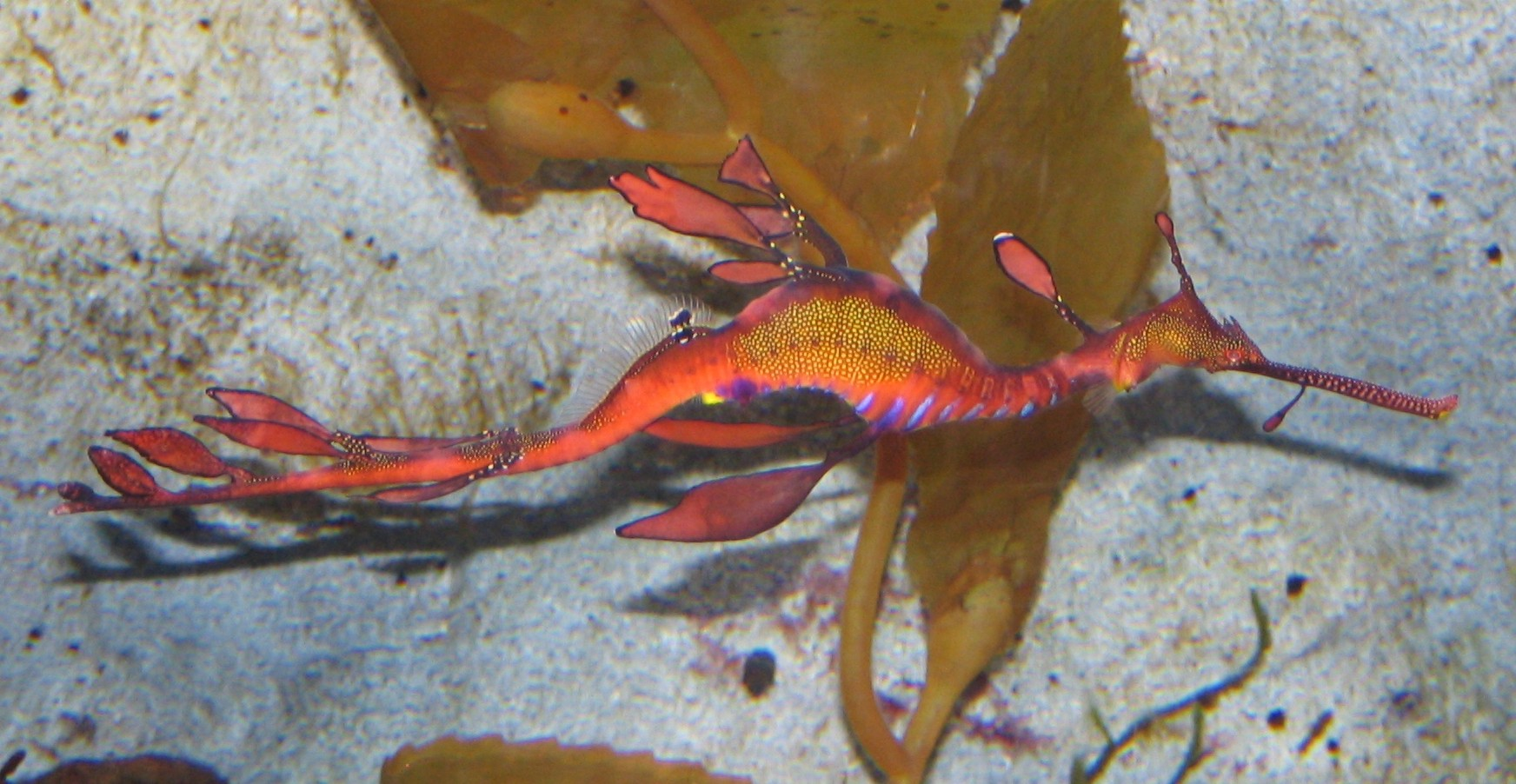
ウィーディ・シードラゴン Phyllopteryx taeniolatus （ヨウジウオ亜科）。オーストラリア南部に分布する

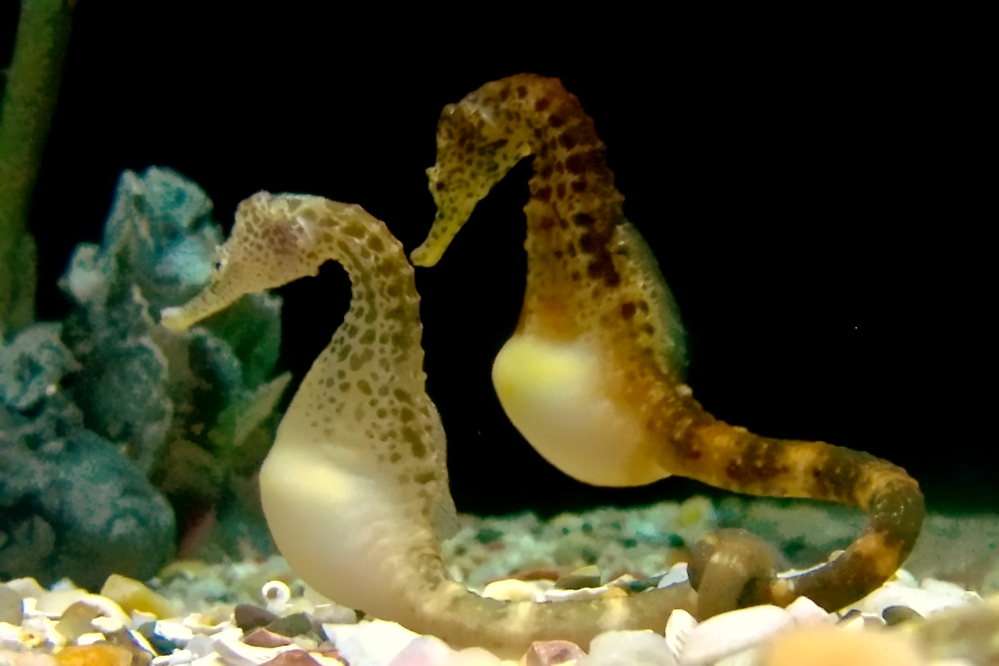
ポットベリード・シーホース Hippocampus abdominalis （タツノオトシゴ亜科）

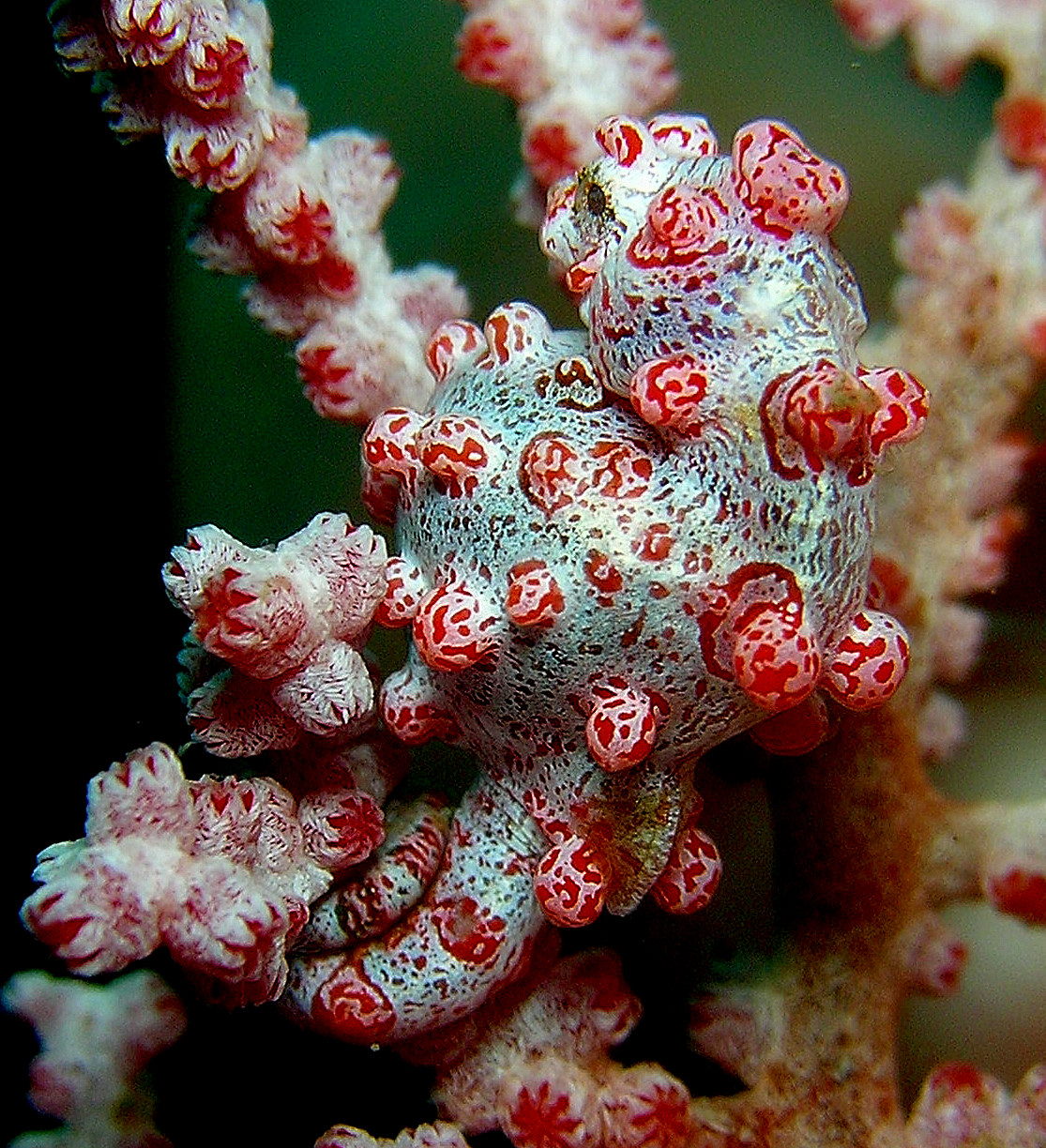
ピグミーシーホース Hippocampus bargibanti （タツノオトシゴ亜科）

ヨウジウオ科 Syngnathidae は2亜科52属232種で構成され、三大洋に広く分布するとともに、少数の淡水産種も知られる。ほとんどの種類は温暖な浅い海に生息するが、アラスカやフエゴ諸島近海など寒冷な海に住むものもいる。トゲウオ目魚類の8割以上が所属する本目最大のグループで、ヨウジウオ亜科・タツノオトシゴ亜科の2亜科に分けられる。タツノオトシゴなど、魚らしからぬ特異な体型と、多様な色彩変異に富む種類が多く含まれ、観賞魚としてよく知られた一群である。
カミソリウオ科とは逆に、雄が卵を保護する習性がある。雄の腹部あるいは尾部には溝状または袋状の育児嚢が存在し、雌によって卵が産みつけられる。雄は卵が孵化・成長するまで育児嚢の中で保護し、親と同じ姿にまで育った稚魚を1尾ずつ放出する。
体は細長く、全身をリング状の骨板によって囲まれる。背鰭は1つで、臀鰭は極めて小さい。背鰭・臀鰭・胸鰭のいずれかを成長の過程で失う種類があり、チンヨウジウオ属では3つとも消失する。すべての種は腹鰭をもたず、尾鰭を欠くものもいる。尾鰭をもたない種類では、尾部が自由に動いて海草やサンゴに巻きつきやすくなっており、体勢の保持に利用されている。鰓孔は非常に小さい。腎臓は右側のみ存在し、糸球体を欠く。
- ヨウジウオ亜科 Syngnathinae  51属196種で構成される。オーストラリア近海に分布するリーフィーシードラゴンなど、一部の種類はタツノオトシゴ亜科の仲間と類似した外観をもつが、形態学的にはヨウジウオ亜科との中間に位置付けられ、本亜科に含められている。テングヨウジ属には本科の淡水魚のほとんどが所属する。
  - アマクサヨウジ属 Festucalex
  - イシヨウジ属 Corythoichthys
  - ウミヤッコ属 Halicampus
  - オクヨウジ属 Urocampus
  - カブトヨウジ属 Bhanotia
  - カワヨウジ属 Hippichthys
  - カンムリヨウジ属 Micrognathus
  - スミツキヨウジ属 Solegnathus
  - タツノイトコ属 Acentronura
  - ダイダイヨウジ属 Maroubra
  - チゴヨウジ属 Choeroichthys
  - チンヨウジウオ属 Bulbonaricus
  - テングヨウジ属 Microphis
  - トゲヨウジ属 Syngnathoides
  - ヒナヨウジ属 Cosmocampus
  - ヒバシヨウジ属 Doryrhamphus
  - ヒフキヨウジ属 Trachyrhamphus
  - ボウヨウジ属 Phoxocampus
  - ヨウジウオ属 Syngnathus
  - Anarchopterus 属
  - Bryx 属
  - Campichthys 属
  - Doryichthys 属
  - Enneacampus 属
  - Heraldia 属
  - Leptonotus 属
  - Lissocampus 属
  - Nerophis 属
  - Nannocampus 属
  - Penetopteryx 属
  - Phyllopteryx 属
  - Siokunichthys 属
  - 他19属
- タツノオトシゴ亜科 Hippocampinae  1属36種からなり、すべて海産種。タツノオトシゴ、オオウミウマなどが所属する。
  - タツノオトシゴ属 Hippocampus

#### ヘラヤガラ上科
ヘラヤガラ上科 Aulostomoidea は2科2属7種で構成される。前方の4つの椎骨が細長く伸び、腹鰭の鰭条は5-6本の軟条からなる。

##### ヘラヤガラ科

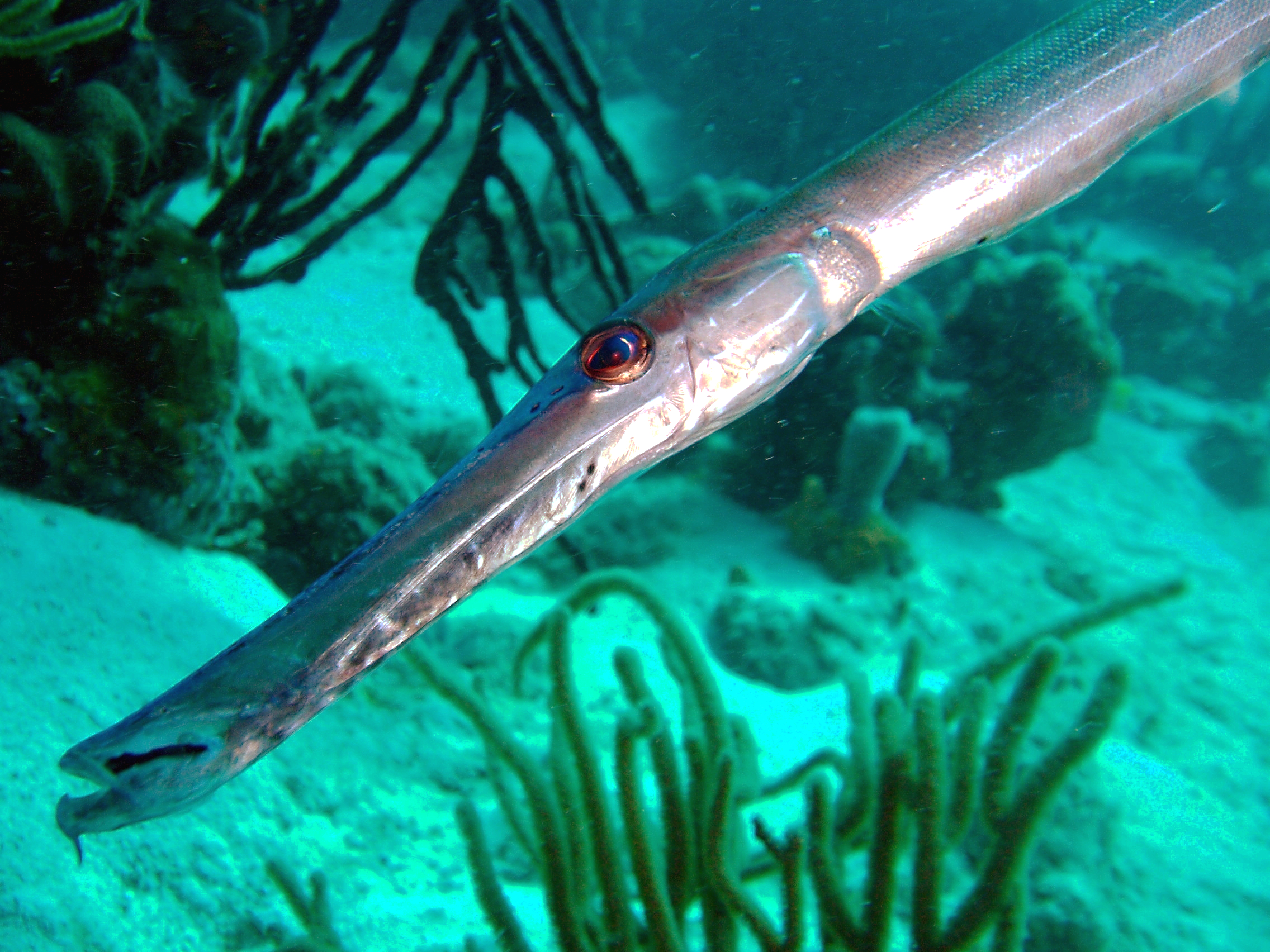
トランペットフィッシュ Aulostomus maculatus （ヘラヤガラ科）。長い吻の先端には、小さな口ヒゲがある

ヘラヤガラ科 Aulostomidae は1属3種からなり、三大洋の熱帯域に分布する。本目の魚類としては比較的大きく成長し、最大のものは体長80 cmに達する。主に岩礁域に生息し、小魚や甲殻類などを捕食する。ヘラヤガラなど、大型の魚に寄り添うように泳いだり、頭を下にして逆立ち泳ぎをしたりする習性が知られる。
体は鱗に覆われ左右に平たく、極めて細長い。吻は長く、先端に1本の肉質のヒゲをもつ。背鰭は8-12本の独立した棘条と、22-27本の軟条部に分かれる。尾鰭は丸みを帯びる。肛門は腹鰭のずっと後ろにある。側線はよく発達する。
- ヘラヤガラ属 Aulostomus

##### ヤガラ科

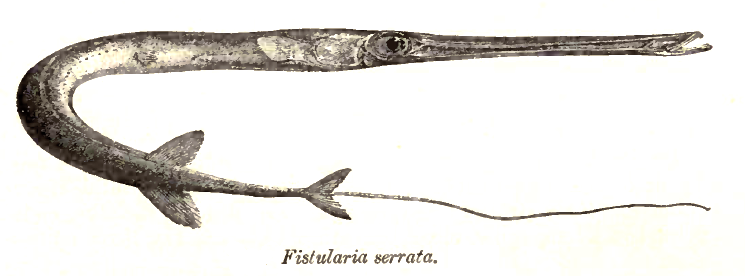
アカヤガラ Fistularia petimba （ヤガラ科）。比較的深い海に生息する大型種

ヤガラ科 Fistulariidae は1属4種を含み、三大洋の熱帯・亜熱帯域に分布する。浅い海のサンゴ礁・外洋に住み、小魚や甲殻類を食べる。ヘラヤガラ科と同様に大型種を含み、体長は最大で1.8mに達する。日本近海からはアカヤガラ（Fistularia petimba）とアオヤガラ（F. commersonii）の2種が知られ、前者は高級食用魚として珍重される。
ヘラヤガラ科と似て体は側扁し細長く、吻は筒状に伸びる。鱗と口ヒゲをもたず、背鰭の棘条を欠く。尾鰭は二又に別れ、中央の2本の鰭条が糸状に細長く伸びる。肛門は腹鰭のすぐ後ろにある。
- ヤガラ属 Fistularia

#### ヘコアユ上科
ヘコアユ上科 Centriscoidea は2科5属15種で構成される。前方の5-6個の椎骨が細長く伸び、腹鰭は1棘4軟条。サギフエ科・ヘコアユ科は1つの科にまとめられる場合もある。

##### サギフエ科

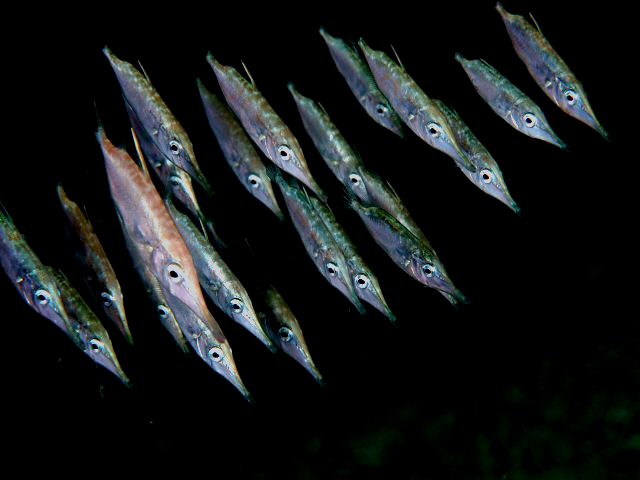
サギフエ Macroramphosus scolopax （サギフエ科）。海底付近で群れを作り、斜め下向きになって泳ぐ習性がある

サギフエ科 Macroramphosidae は3属11種を含み、熱帯から亜熱帯の海に広く分布する。白亜紀前期の化石が見つかっており、これはヨウジウオ亜目の魚類としては最も古い記録である。
体は側扁し、体高が高い。吻は細長く突き出し、口ヒゲはない。背部に骨板をもつ。背鰭の棘条は4-8本で、2本目が非常に長く伸びる。側線を欠く種類がある。
- サギフエ属 Macroramphosus
- Centriscops 属
- Notopogon 属

##### ヘコアユ科
ヘコアユ科 Centriscidae は2属4種からなり、インド洋から西部太平洋に分布する。ほとんど常に頭を下にした逆立ち泳ぎをすることが特徴で、細長い口で動物プランクトンなどを吸引する。日本近海にはヘコアユとヨロイウオの2種が分布し、前者は観賞魚として人気の高い種類である。
体は極度に側扁し、剃刀のような独特の体型をもつ。ほぼ全身が薄い骨板に覆われる。背鰭は体の後端に寄っており、第1棘条が真後ろに向かって突き出している。背鰭の軟条部と尾鰭は腹側に寄り、ほぼ真下を向く。側線をもたず、歯を欠く。
- ヘコアユ属 Aeoliscus
- ヨロイウオ属 Centriscus